# Nouveau Bauhaus européen
Le nouveau Bauhaus européen (NBE ; en anglais : New European Bauhaus ) (NEB) est une initiative prise par la présidente de la Commission européenne, Ursula von der Leyen, en 2020, qui fait référence au mouvement d'architecture du Bauhaus, créé en 1919 par l'architecte allemand Walter Gropius. Cette initiative de politique culturelle vise à déclencher un mouvement créatif et interdisciplinaire dans la "Nouvelle génération de l'UE" (anglais: NextGenerationEU) et à étendre le projet environnemental et économique du Green Deal européen en un projet culturel européen. La durabilité, l'esthétique et l'inclusivité sont abordées comme des aspects centraux et le projet compte combiner l’art, la culture, la science et la technologie. L’objectif est de créer un espace de vie  pour les citoyens européens correspondant au valeurs citées, ainsi que de trouver de nouveaux moyens permettant à l’Europe de devenir climatiquement neutre d’ici 2050.

## Phases de développement
Le NBE fut présenté pour la première fois lors d'un discours sur l’état de l’Union Européenne par Ursula von der Leyen lors de la session du 16 septembre 2020 du Parlement européen à Bruxelles : " Je veux que NextGenerationEU déclenche une vague de rénovation européenne et que notre Union soit leader dans l'économie circulaire. Mais il ne s’agit pas seulement d’une question environnementale ou économique, il doit aussi s'agir d'un nouveau projet culturel pour l’Europe. Chaque mouvement a un sentiment qui lui est propre. Nous devons donner un visage au changement de système : combiner la durabilité avec notre propre esthétique. C'est pourquoi nous construirons un nouveau Bauhaus européen - un espace dans lequel architectes, artistes, étudiants, ingénieurs et designers travailleront ensemble et de manière créative pour atteindre cet objectif. Il s’agit de NextGenerationEU. Ainsi créons le monde de demain",. Comme le Bauhaus du début du xxe siècle a accompagné la transition sociale et économique vers une société industrielle, le NBE vise à initier le " passage vers la durabilité " dans le secteur immobilier.
Le projet du Nouveau Bauhaus européen est divisé en trois phases de développement : la conception, la réalisation et la diffusion.

### Phase de conception (2020-2021)
L'objectif de la phase de conception (qui se voit conjointe, "co-design") était de savoir où et comment le NBE peut accélérer, concrétiser et matérialiser des idées créatives liées à la culture et à la technologie. Ces deux concepts sont particulièrement connus en architecture et en urbanisme : " se connecter avec ce qui existe déjà ".
Un appel aux propositions a permis lors de cette phase de former d'un cadre ouvert dans lequel toute contribution peut être reçue et génère des idées et des points de vue pouvant être partagés.
Dans cette optique, une " table ronde de haut niveau " a été créée avec des personnalités reconnues qui apporteraient leurs visions et leurs idées à l'initiative,. Les participants étaient par ex. les architectes Shigeru Ban et Bjarke Ingels, la présidente du Fonds National Italien pour l'Innovation Francesca Bria, l'artiste Ólafur Elíasson, le chercheur climatique Hans Joachim Schellnhuber et la militante/universitaire Sheela Patel .
Afin d'ancrer largement l'agenda de le NBE, des réseaux de points de contact nationaux, de partenaires officiels et d'amis de l'initiative ont été créés,,.

### Phase de mise en œuvre (2021 – 2023)
La phase de conception a abouti au slogan clé : "attrayant - durable - ensemble", publié le 15 septembre 2021. Cette communication a ouvert la voie à la phase de mise en œuvre (livraison).
L'un des objectifs fondamentaux du Nouveau Bauhaus européen est de traduire les défis du Green Deal européen, adopté en 2020 et initié par la Commission européenne, en un plan tangible et positif à laquelle tous les européens peuvent participer et progresser ensemble.
En référence aux principes fondamentaux du mouvement du  Bauhaus d'origine, les initiatives du NBE sont vouées à s'appliquer à plusieurs échelles, "du mondial au local, participatif et transdisciplinaire ". Il vise à intégrer les visions et les expériences de milliers de citoyens, d'experts et d'organisations à travers l'UE pour identifier les thèmes clés.
Les trois valeurs sur lesquelles ce mouvement vise à se baser sont la durabilité (mettant en jeu des concepts comme la biodiversité à la circularité, ainsi que des objectifs de pollution nulle), l'esthétique (qualité de l'expérience et du style au-delà de la fonctionnalité) et l'inclusion (de la valorisation de la diversité à garantir l'accessibilité et l'abordabilité).
Les quatre axes thématiques sur lesquels devrait s’appuyer la mise en œuvre de ces initiatives sont:
- retour à la nature,
- retrouver un sentiment d'appartenance,
- Soutien aux lieux et groupes vulnérables (intégration, accessibilité, cohésion sociale),
- Concevoir un écosystème industriel circulaire et soutenir la réflexion sur le cycle de vie.

Le NBE se concentre sur trois transformations clés interdépendantes : les lieux locaux, les environnements favorables à l’innovation, ainsi que les opinions et mentalités.

### Phase de diffusion (2023 – 2024)
Dans la phase de diffusion, le Nouveau Bauhaus européen s'efforcera de rendre les idées et concepts sélectionnés accessibles à un public plus large, en et au-delà de l'Europe. L'objectif est de connecter les spécialistes et de promouvoir leurs visions sur de meilleures méthodes, solutions et prototypes disponibles. L'initiative vise à aider tous les innovateurs à intégrer leurs expériences dans les villes, les zones rurales et les villages et à inspirer une nouvelle génération d'architectes et de designers. Il vise à accompagner l’émergence de marchés pilotes dans de nouvelles manières d’habiter, en harmonie avec l’environnement naturel et le climat.
Mi-mars 2023, la Commission européenne a lancé une mesure de soutien à la reconstruction de l'Ukraine dans le cadre du NBE.

## Instruments

### Nouveau prix européen du Bauhaus
La Commission européenne a également délivré un Prix du Nouveau Bauhaus européen au printemps 2021, récompensant des exemples inspirants de réalisations dans le cadre du mouvement. Pour la première édition du prix, les représentantes européennes Elisa Ferreira et Marija Gabriel ont remis les prix lors d'une cérémonie le 16 septembre 2021 à Bruxelles.
La deuxième édition du Prix du Nouveau Bauhaus européen a eu lieu en 2022,,. Le 11 juin 2022, 18 projets au total provenant de 15 États membres de l'UE ont été récompensés lors du premier "Festival du Nouveau Bauhaus européen" à Bruxelles.

### Laboratoire NEB
Le Laboratoire NEB a été créé pour faciliter le travail au sein de la communauté croissante du NBE afin de "co-créer, modéliser et tester des outils, des solutions et des politiques qui facilitent la transformation sur le terrain".

### Nouveau festival européen du Bauhaus
Le Festival du Nouveau Bauhaus européen a été créé pour donner aux artistes et au mouvement une plus grande visibilité afin de partager les progrès effectués et les résultats obtenus, de permettre la mise en réseau et encourager l'engagement des citoyens. La première édition a eu lieu à Bruxelles du 9 au 12 juin 2022, et la seconde du 9 au 13 avril 2024, au même endroit.

### Promotion de projets de phares
En 2022, la Commission européenne a financé cinq projets pour un total de 25 millions d'euros, dans le but de "créer des espaces plus durables, inclusifs et beaux et d’impliquer les citoyens dans la transition verte au niveau local". Les projets sont :
- Creating NEBourhoods Together – München Neuperlach[23]
- CULTUURCAMPUS ("campus culturel") – Rotterdam[24]
- NEB-Star – Stavanger[25]
- DESIRE : Concevoir une société circulaire irrésistible – Transformer les quartiers de diverses villes européennes[26]
- EHHUR : EYES HEARTS HANDS Urban Revolution – le projet soutient les villes et les résidents défavorisés dans la transformation de leur environnement bâti[27]

Les projets visent à produire d'ici deux ans des idées et des solutions innovantes qui seront porteuses d'avenir pour d'autres campagnes du NBE.

## Critiques
En février 2021, le quotidien Der Tagesspiegel décriait le NBE comme un "coup marketing", donnant de mauvaises impulsions. En recourant au Bauhaus, d’une part, toute l’architecture traditionnelle est inutilement ignorée ; d’autre part, le Bauhaus égocentrique ne représente qu’un fil assez mince de l’architecture et de l’art modernes. Dans le FAZ, l'architecte Hans Kollhoff critique l'approche cyclique du NBE et appelle à un nouveau départ beaucoup plus fondamental.
En septembre 2021, le Conseil culturel allemand a rendu verdict  que le NBE a le potentiel d'initier un véritable changement, mais seulement si les citoyens sont assez impliqués et si des ressources supplémentaires, suffisantes, sont mises à disposition sur le long terme.
Le théoricien autrichien de l’architecture et de la culture Peter Volgger compare le NBE à une "formule magique" qui ne "déclenche pas la politique environnementale promise, mais dépolitise plutôt l’écologique et culturalise le politique".
En février 2022, la direction générale de la recherche et de l'innovation de la Commission européenne publie le rapport d'expert Horizon Europe - New European Bauhaus Nexus Report (rapporteur : Hans Joachim Schellnhuber). Ce dernier contient des recommandations pour soutenir l'initiative dans le cadre du programme de recherche Horizon Europe de l'Union européenne et présente d'éventuels points stratégiques avec les benchmarks correspondants.
En mars 2022, le Comité économique et social européen accepte de participer activement à l'approche participative du NBE.
Il existe des liens conceptuels et personnels étroits entre le NBE et le Bauhaus Erde fondé en 2020. Philipp Misselwitz, directeur général du Bauhaus Erde, se considère comme un partenaire et un compagnon critique et indépendant du NBE. Contrairement à ce dernier, le Bauhaus Erde s'oriente globalement vers la réduction des matériaux de construction nocifs pour l'environnement tels que l'acier et le béton,,.